# Bojonegoro
Bojonegoro è un distretto dell'Indonesia, situato nell'omonima reggenza della provincia di Giava Orientale.

## Geografia antropica

### Suddivisioni amministrative
Il territorio del distretto è suddiviso tra i seguenti villaggi:
1. Banjarejo
2. Campurejo
3. Jetak
4. Kadipaten
5. Kalirejo
6. Karang Pacar
7. Kauman
8. Kepatihan
9. Klangon
10. Ledok Kulon
11. Ledok Wetan
12. Mojokampung
13. Mulyoagung
14. Ngrowo
15. Pacul
16. Semanding
17. Sukorejo
18. Sumbang